# 威科姆 (英國國會選區)

選區在白金漢郡的位置

威科姆（英語：Wycombe），英國國會一郡選區，位於白金漢郡，包括威科姆區南部。
始設於1295年，當時為應選兩席的自治市選區。1868年以後改為應選一席，1885年改為郡選區。本區自1951年以來一直為保守黨人士所佔據。2010年大選中史提夫·貝克以48.6%選票勝出該區首次當選，接替了退休的保羅·古德曼。